# Distretto di Lobitos
Il distretto di Lobitos è uno dei sei distretti della provincia di Talara, in Perù. Si trova nella regione di Piura e si estende su una superficie di 233,01 chilometri quadrati.

Istituito il 17 marzo 1955, ha per capitale la città di Lobitos; nel censimento 2005 si contava una popolazione di 978 unità.